# Washington Blade

A primeira edição de outubro de 1969 do Gay Blade tinha apenas uma página impressa de um lado.

O Washington Blade, lançado originalmente como The Gay Blade em 5 de outubro de 1969, é um jornal voltado para a comunidade LGBT que circula na  região metropolitana de Washington. O Blade é o jornal LGBT mais antigo dos Estados Unidos e o terceiro mais lido, ficando atrás apenas do Philadelphia Gay News e do Gay City News da cidade de Nova Iorque. O Blade é frequentemente reconhecido como "o jornal de maior prestígio entre os gays dos Estados Unidos" por sua cobertura de notícias LGBT em âmbito local, nacional e internacional. O New York Times afirmou que o Blade é visto como "uma das publicações mais relevantes para o público gay".
O jornal surgiu originalmente como uma publicação independente em outubro de 1969 com o objetivo de integrar a comunidade. Em 2001, o Blade foi adquirido pela Window Media LLC, um conglomerado de periódicos voltados para o público gay distribuídos por todo os Estados Unidos com uma equipe formada por jornalistas profissionais, tornando-se uma referência em notícias para os leitores em Washington e no país inteiro. O jornal sai às sextas-feiras e celebrou seu quinquagésimo aniversário em outubro de 2019.
Em novembro de 2009, o Blade e outros jornais ligados a ele, como o Southern Voice, foram encerrados depois que a Window Media anunciou que estava encerrando as atividades. Os funcionários do Blade, que ficaram desempregados, planejaram criar um novo jornal relacionado a comunidade gay chamada DC Agenda, pois a Window Media ainda detinha os direitos sobre o nome Washington Blade.
Em 27 de abril de 2010, foi divulgado que a DC Agenda passaria a se chamar Washington Blade. A Agenda era controlada por vários ex-funcionários do Blade, que adquiriram os direitos e os arquivos do jornal em um leilão judicial. A primeira edição do Blade independente saiu em 30 de abril de 2010.